# Fosfatidilinositol 4,5-bisfosfato
El fosfatidilinositol 4,5-bisfosfato (PtdIns(4,5)P2 o PI(4,5)P2) es uno de los componentes fosfolipídicos de la membrana celular donde es sustrato para un número importante de proteínas de señalización.
Su composición en ácidos grasos varía según el tejido y la especie estudiada, pero la más frecuente suele ser 1-estearoil-2-araquidonil, es decir: ácido esteárico en la posición 1 del glicerol y ácido araquidónico en la 2.

## Formación
Dos moléculas de fosfadilinositol 4,5-bisfosfato se forman por acción de cinasas específicas que actúan sobre el PI(4)P. Por su parte, la enzima fosfolipasa C actúa sobre el PtdIns(4,5)P2 produciendo hidrólisis causando la formación de inositol 1,4,5-trisfosfato (abreviado InsP3 o IP3) y diacilglicerol (DAG).

## Función
Tanto los PtdIns(3,4,5)P3 —formadas a partir del PtdIns(4,5)P2— como el mismo PtdIns(4,5)P2 actúan como sustrato para la formación de otras moléculas y actúan como fosfolípidos de anclaje que permiten la unión de ligandos que promueven el reclutamiento de proteínas a la membrana plasmática y la subsecuente activación y transducción de señales celulares. El PtdIns(4,5)P2 también actúa promoviendo la reorganización del citoesqueleto y en el crecimiento celular de plantas.